# عبد الشكور هوساوي
عبد الشكور هوساوي (بالإنجليزية: Abdulshakour Hosawi)‏ هو لاعب كرة قدم نيجيري مواليد 1 يناير 1988 في السعودية .

## مسيرة اللاعب
لعب سابقاً مع نادي المجزل و نادي هجر و نادي الباطن و نادي النجوم و نادي العدالة و نادي الأخدود .

## روابط خارجية
- عبد الشكور هوساوي على موقع Soccerway.com (الإنجليزية)